# Север-10
«Север-10» — воздушная высокоширотная экспедиция, проводившаяся в СССР в марте — июне и в сентябре — ноябре 1958 года.

## Деятельность
Начальники экспедиции — М. М. Никитин (март — июнь), Б. В. Вайнбаум (сентябрь — ноябрь).
Были осуществлены полёты с посадками на дрейфующий лед, снабжение и смена персонала дрейфующих станций «Северный полюс-6» и «Северный полюс-7». Эти станции в начале апреля дрейфовали над восточными склонами хребта Ломоносова. 
В работах участвовали самолеты: Ли-2, Ил-12, Ил-14, Ту-4 и вертолет Ми-4. Командиры: М. П. Ступишин, В. И. Александров, А. С. Поляков, А. Р. Кузьмин, Н. Н. Кузнецов, П. П. Лапик, Н. Г. Бахтинов, Б. С. Осипов, С. А. Петров, Ф. А. Шатров, В. И. Васильев, Г. В. Сорокин, И. И. Черевичный, В. И. Масленников, Б. А. Миньков, А. К. Жгун, Г. Ф. Денежкин.

### Личный состав
1. Х. Г. Буняк — начальник экспедиции, приборист.
2. В. Г. Мороз — океанолог.
3. И. Г. Петров — ледоисследователь.
4. Н. П. Алексеев — ледоисследователь.
5. Д. А. Низяев — приборист.
6. Б. Н. Масальский — приборист.
7. Е. М. Гущенков — гидролог-ледовый разведчик.
8. В. М. Сарри — приборист.
9. Н. П. Аксенов — приборист.
10. И. Д. Шмандин — ледоисследователь.
11. Ю. Л. Назинцев — ледоисследователь.
12. М. И. Сериков — ледоисследователь.
13. С. И. Кабанов — механик.
14. П. П. Задорожный — океанолог.

### Группа на «СП-6»
1. В. В. Богородский — начальник отряда, радиофизик.
2. Н. В. Черепанов — начальник отряда, ледоисследователь.
3. Е. Д. Пигулевский — ледоисследователь.
4. А. В. Гусев — радиофизик.
5. В. А. Спицын — радиофизик.
6. Л. И. Савалков — радиофизик.
7. В. С. Лощилов — океанолог.
8. В. А. Харитонов — океанолог.
9. М. Ф. Лежнев — механик.
10. Л. В. Грызилов — лаборант.
11. Л. М. Бреховских — старший научный сотрудник (АН СССР).
12. В. С. Григорьев — старший научный сотрудник (АН СССР).
13. Ю. Н. Сильвестров — инженер (АН СССР).
14. С. Д. Чупров — младший научный сотрудник (АН СССР).
15. А. Н. Фоминов — инженер по приборам.
16. С. Е. Николаев — ледоисследователь.
17. А. Н. Листов — младший научный сотрудник.
18. Е. М. Линьков — младший научный сотрудник (ЛГУ).
19. Г. В. Молочнов — старший научный сотрудник (ЛГУ).
20. Ю. В. Кедрин — инженер-лаборант (ЛГУ).
21. Н. Н. Алексеев — аэрометеоролог.
22. Ю. П. Доронин[1] — океанолог.
23. Н. А. Козырев — ледовый разведчик.
24. В. Г. Лайбеш — океанолог.